# Speicher am Ziegelsee
Der ehemalige Speicher am Ziegelsee (auch: Ohlerich-Speicher) in Schwerin, Stadtteil Werdervorstadt, Speicherstraße, 11 am  Ziegelsee, ist ein Baudenkmal in Schwerin. Seit 1998 befinden sich hier das Hotel Speicher am Ziegelsee und ein Restaurant.

## Geschichte

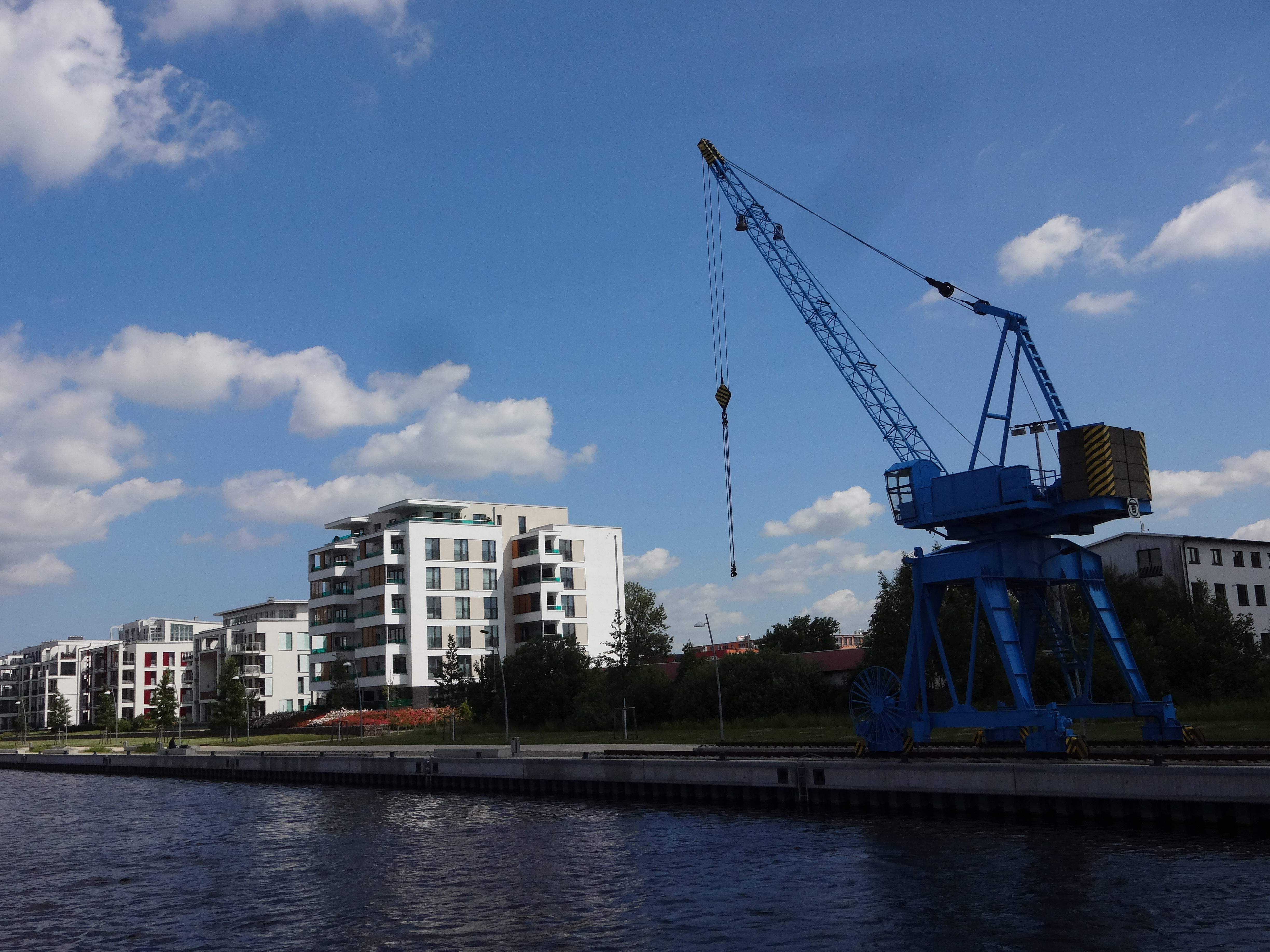
Kran und Umgebung

Nach dem Ersten Weltkrieg entstand parallel zum Ausbau der Wasserverbindung zur Elbe zur Förderung des Handels am Ostufer des Ziegelinnensees ein Binnenhafen. 1947 wurde die Kaimauer auf 294 Meter verlängert. 1972 betrug der Warenumschlag 200.000 Tonnen. Nach der Wende verlor der Hafen seine wirtschaftliche Bedeutung.
Das sechsgeschossige Gebäude von 1939 im Stil der 1920er/30er Jahre mit dem hohen Satteldach und der Klinkerfassade wurde als Reichstypensilo für Getreide von der Kaufmannsgesellschaft Löwenthal und Nord am Ziegelinnensee am alten Hafen gebaut. Das Betonsilo umfasste ein Schüttvolumen von 6000 Tonnen. Die jüdischen Kommanditisten, Familie Löwenthal und Witwe Vera Nord, wurden enteignet. Der Mitkommanditist Oehlerich konnte sich in der Nazizeit die Firma aneignen und führte diese als Oehlerich und Sohn weiter. Nach dem Zweiten Weltkrieg war der Speicher Volkseigentum der DDR. Als Speicher wurde er bis Anfang der 1990er Jahre genutzt.
Rückübereignet an die Erben, wurde der Speicher 1995 verkauft. Bis 1998 erfolgte nach Plänen einer Hamburger Architektengemeinschaft eine gründliche Sanierung und der Umbau zu einem Hotel. Durch den Abbruch der inneren Silozellen musste eine zusätzliche Stahlkonstruktion als Haus im Haus eingebaut werden. Auch das 1,50 Meter hohe Fundament bedurfte, bedingt durch Setzungen und Wasserprobleme, eines erheblichen Sanierungsaufwandes. Beim Innenausbau wurden alte und neue Elemente verwendet. Das Hotel mit 77 Zimmern hat ein Restaurant, Bar, Tagungsräume, Sauna und Fitnesskeller. Es ist seit 2006 im Eigentum von Vera Hirte, Tochter des Ersterwerbers.
Das Umfeld um den Speicher mit einer Uferpromenade und einem Bootssteg wurde in den folgenden 20 Jahren entscheidend durch Wohnbauten verbessert. Ein Kran symbolisiert das ehemalige Hafengelände.